# Gorovje Njenčen Tanglha
Gorovje Njenčen Tanglha (uradno zapisano v kitajščini gorovje Nyainqêntanglha) je 700 kilometrov dolgo gorovje in podgorje sistema Transhimalaja, ki je na Tibetu in avtonomni regiji Tibet na Kitajskem.

## Geografija
En vir pravi, da je gorovje Njenčen Tanglha dolgo približno 1000 km. Njegova najvišja točka je 7090 m in je 100 km severozahodno od Lase. Gorovje je vzporedno s Himalajo v Transhimalaji in severno od reke Yarlung Tsangpo. Drug vir pravi, da se gorovje Njenčen Tanglha razteza 740 km od okrožja Njêmo na zahodu do okrožja Ranvu (jugozahodni del okrožja Bašoi) na vzhodu.
Njegov najvišji vrh je gora Njenčen Tanglha (Nyainqêntanglha Feng) s 7162 metri.
Južna stran gorovja Njenčen Tanglha je prepadna in se spušča za približno 2000 metrov, severna stran pa je precej ravna in se spušča za približno 1000 metrov. Večina gora je pod 6500 metri. Vsebujejo 7080 ledenikov, ki pokrivajo površino 10.700 kvadratnih kilometrov.
Gorovje Njenčen Tanglha ima povprečno zemljepisno širino 30°30' severne širine in zemljepisno dolžino med 90° vzhodno in 97° vzhodno. Skupaj z gorovjem Gangdise Šan, ki leži bolj zahodno, tvori Transhimalajo, ki teče vzporedno s Himalajo severno od reke Yarlung Tsangpo.
Reka Drukla Ču izvira v gorovju Njenčen Tanglha, kjer se imenuje reka Song Ču, in se združi z reko Gjamda Ču. Združeni reki tečeta približno 100 kilometrov jugovzhodno do reke Yarlung Tsangpo.

### Podgorje
Gorovje je razdeljeno na dva glavna dela: zahodni in vzhodni Njenčen Tanglha, z delitvijo na 5432 metrov visokem prelazu Tro La blizu mesta Lhari.

### Zahodni Njenčen Tanglha
Zahodni Njenčen Tanglha leži jugovzhodno od jezera Nam. Gorovje se razteza proti severovzhodu in je del severnega porečja reke Yarlung Tsangpo. Severovzhodni del odteka skozi reko Laso, največji pritok reke Yarlung Tsangpo. Zahodna Njenčen Tanglha vključuje štiri najvišje vrhove v gorovju, vse nad 7000 metri: goro Njenčen Tanglha (7162 m), Njenčen Tanglha II (7117 m), Njenčen Tanglha III (7046 m) in Džomo Gangtse (7048 m), vsi v okrožju Damšung v Lhasi. Zahodna Njenčen Tanglha ločuje porečji Yarlung Tsangpo na jugu od endoreičnih porečij Čangtanga na severu.

### Vzhodna Njenčen Tanglha
Vzhodni Njenčen Tanglha, ki je v Nagquju, Čamdu in Njingčiju, označuje vodno ločnico med porečjem Yarlung Tsangpo na jugu in reko Nak Ču (ki se v spodnjem toku izliva v Nudžjang in Salven) na severu. Razgibano in močno poledeneno gorovje šteje več kot 240 vrhov nad 6000 metri, ki se zaključi s Sepu Kangri (6956 m) z 2213 m visoko topografsko izboklino, ki je 166 kilometrov oddaljena od višje točke.
Velika območja vzhodnega sektorja so prekrita s snegom. Dve tretjini ledenikov, kar predstavlja pet šestin območja, ležita v vzhodnem delu. Ta del prejema jugozahodne monsune, ki vstopijo na Tibetansko planoto pri velikem ovinku reke Yarlung Zanbo. Zrak dviga teren in zagotavlja največ padavin in najbolj vlažen zrak na planoti, kar spodbuja razvoj ledenikov. Obstaja dvaintrideset ledenikov, ki so dolgi več kot 10 kilometrov. Ledenik Kjačkuen je največji, saj pokriva 207 kvadratnih kilometrov in se razteza na 35,3 kilometra. Konec ledeniškega jezika Čjačing je na 2530 metrih na območju gorskih gozdov. Vznožje ledenika je na 30,3833°N 94,8329°E. Po podatkih Raziskovalnega inštituta za ledenike Langdžov je v gorovju skupno 2905 ledenikov, ki pokrivajo skupno površino 5898 kvadratnih kilometrov.
Večina vrhov v vzhodnem Njenčen Tanglhi, imenovanih Tibetanske Alpe, je neosvojenih. Na sam vrh Sepu Kangri sta se dvakrat, leta 1997 in 1998, poskušala povzpeti Chris Bonington in Charles Clarke, o čemer sta Bonington in Clarke napisala knjigo Tibet's Secret Mountain: The Triumph of Sepu Kangri (ISBN 0756762308). Vrh sta 2. oktobra 2002 končno dosegla Mark Newcomb in Carlos Buhler. Leta 2005 sta se Mick Fowler in Chris Watts povzpela na Kajačjao, leta 2007 pa se je Fowler vrnil s Paulom Ramsdenom, da bi se povzpel na Manamčo, znan kot Matterhorn vzhodnega Njenčen Tanglhe.